# 108ª Squadriglia
La 108ª Squadriglia fu una squadriglia del Servizio Aeronautico del Regio Esercito.

## Storia

### Prima guerra mondiale
Il 18 gennaio 1918 nasce la  108ª Squadriglia a Trenno (oggi Parco Aldo Aniasi) dove c'è il comandante Capitano Arnaldo Bevagna che dispone di altri 13 piloti tra cui il Sottotenente Arturo Ferrarin e 12 Nieuport 11 che poi passa alla 122ª Squadriglia per transitare sui Nieuport 17.
In marzo arrivano dei Nieuport 27 ed in giugno gli Hanriot HD.1.
In settembre dispone di 8 piloti ed il 30 novembre viene sciolta.

### Guerra d'Etiopia
La 108ª Squadriglia aeroplani da ricognizione strategica della Regia Aeronautica rinasce a Napoli il 4 novembre 1935 e lo stesso giorno si imbarca per Mogadiscio nell'ambito della Guerra d'Etiopia. Tra il 19 e 20 novembre sbarca; iniziano le operazioni di montaggio; il 6 dicembre il primo dei 9 IMAM Ro.37bis è pronto per il volo. Il giorno dopo iniziano le ricognizioni; tra i piloti vi era anche il Sergente Giuseppe Biron. Nel dicembre del 1935 il reparto risulta inquadrato nel Gruppo autonomo caccia e ricognizione.
Al 15 gennaio 1936 una Sezione era a Lugh (poi Aeroporto di Lugh Ganane).
Il 20 gennaio viene abbattuto l'Ro.37 del sottotenente Gastone Pisoni su Neghelli.

### Africa Orientale Italiana
Al 3 agosto successivo è all'Aeroporto di Assab nel Comando settore aeronautico est di Dire Daua nell'ambito dell'Africa Orientale Italiana.
Al 1º ottobre 1936 è nel XXXI Gruppo autonomo di Giggiga.
Il comandante, Generale di Brigata Ettore Faccenda, invia il sottotenente pilota Fortunato Cesari e il tenente osservatore Gaetano Devitofrancesco (è errato il cognome riportato dalla stampa del tempo come De Vito) ad aiutare le truppe della colonna del Generale Carlo Geloso dirette al centro di Gimma (allora contava circa 5.000 abitanti). I due ufficiali partono alle ore 9 dell'8 novembre 1936 con un velivolo Ro.37. Un nucleo di ribelli apre il fuoco contro il velivolo che, forse perché colpito al serbatoio del carburante, deve fare un atterraggio di fortuna.
A luglio 1937 è all'Aeroporto di Neghelli.
La 108ª Squadriglia viene sciolta il 31 dicembre 1937.